# Ochyraea mollis
Ochyraea mollis là một loài Rêu trong họ Amblystegiaceae. Loài này được (Hedw.) Ignatov mô tả khoa học đầu tiên năm 2007.